# Bahnhof Okazaki
Der Bahnhof Okazaki (jap. 岡崎駅, Okazaki-eki) ist ein Bahnhof auf der japanischen Insel Honshū. Er wird gemeinsam von den Bahngesellschaften JR Central und Aichi Kanjō Tetsudō (Aikan) betrieben und befindet sich in der Präfektur Aichi auf dem Gebiet der Stadt Okazaki.

## Verbindungen
Okazaki ist ein Trennungsbahnhof an der Tōkaidō-Hauptlinie, einer der bedeutendsten Bahnstrecken Japans, die Kōbe mit Osaka, Nagoya und Tokio verbindet. Im Umland von Nagoya werden die Züge von der Bahngesellschaft JR Central betrieben. In Okazaki zweigt zudem die Aichi-Ringlinie der Bahngesellschaft Aichi Kanjō Tetsudō ab, die östlich an Nagoya vorbei über Toyota in Richtung Kasugai führt.
An Werktagen verkehren auf der Tōkaidō-Hauptlinie tagsüber sieben bis acht Züge je Stunde, während der Hauptverkehrszeit bis zu elf. Es gibt vier Gattungen von Eilzügen. Allen gemeinsam ist, dass zwischen Toyohashi und Gifu die Anzahl der Halte variiert (zwischen Gifu und Maibara halten die Züge hingegen an allen Bahnhöfen). Ihre Bezeichnungen lauten „Special Rapid“ (特別快速, Tokubetsu kaisoku), „New Rapid“ (新快速, Shin kaisoku), „Rapid“ (快速, Kaisoku) und „Semi Rapid“ (区間快速, Kukan kaisoku). Hinzu kommen Lokalzüge mit Halt an allen Bahnhöfen zwischen Gifu und Toyohashi, wobei etwa die Hälfte in Okazaki wendet. Auf der Aichi-Ringlinie verkehren Lokalzüge mit Halt an allen Bahnhöfen im 16-Minuten-Takt über Shin-Toyota zum Bahnhof Kōzōji. Auf beiden Bahnhofsvorplätzen gibt es je einen Busterminal mit mehreren Haltestellen, die von insgesamt acht Buslinien der Gesellschaft Meitetsu Bus bedient werden.

## Anlage
Der Bahnhof steht an der Grenze zwischen den Stadtteilen Hanenishi-shinmachi im Westen und Hashirachō im Osten. Einst am südlichen Stadtrand gelegen, entstanden im Laufe der Jahrzehnte rund um den Bahnhof weitläufige Wohnviertel; ebenso finden sich hier mehrere öffentliche Gebäude, Schulen und medizinische Einrichtungen. Die Anlage ist von Norden nach Süden ausgerichtet und umfasst sieben Gleise, von denen fünf dem Personenverkehr dienen. Diese liegen an zwei überdachten Mittelbahnsteigen und an einem Seitenbahnsteig an der Ostseite. Zwei weitere Gleise werden für das Abstellen und Wenden von Zügen genutzt. Über die gesamte Anlage spannt sich das Empfangsgebäude in Form eines Reiterbahnhofs. Es enthält Service- und Verkaufseinrichtungen, Ticketautomaten, Bahnsteigsperren und eine frei nutzbare Fußgängerpassage von der Ost- zur Westseite.
Im Fiskaljahr 2018 nutzten durchschnittlich 23.716 Fahrgäste täglich den Bahnhof. Davon entfielen 18.347 auf JR Central und 5369 auf die Aichi Kanjō Tetsudō.

## Bilder

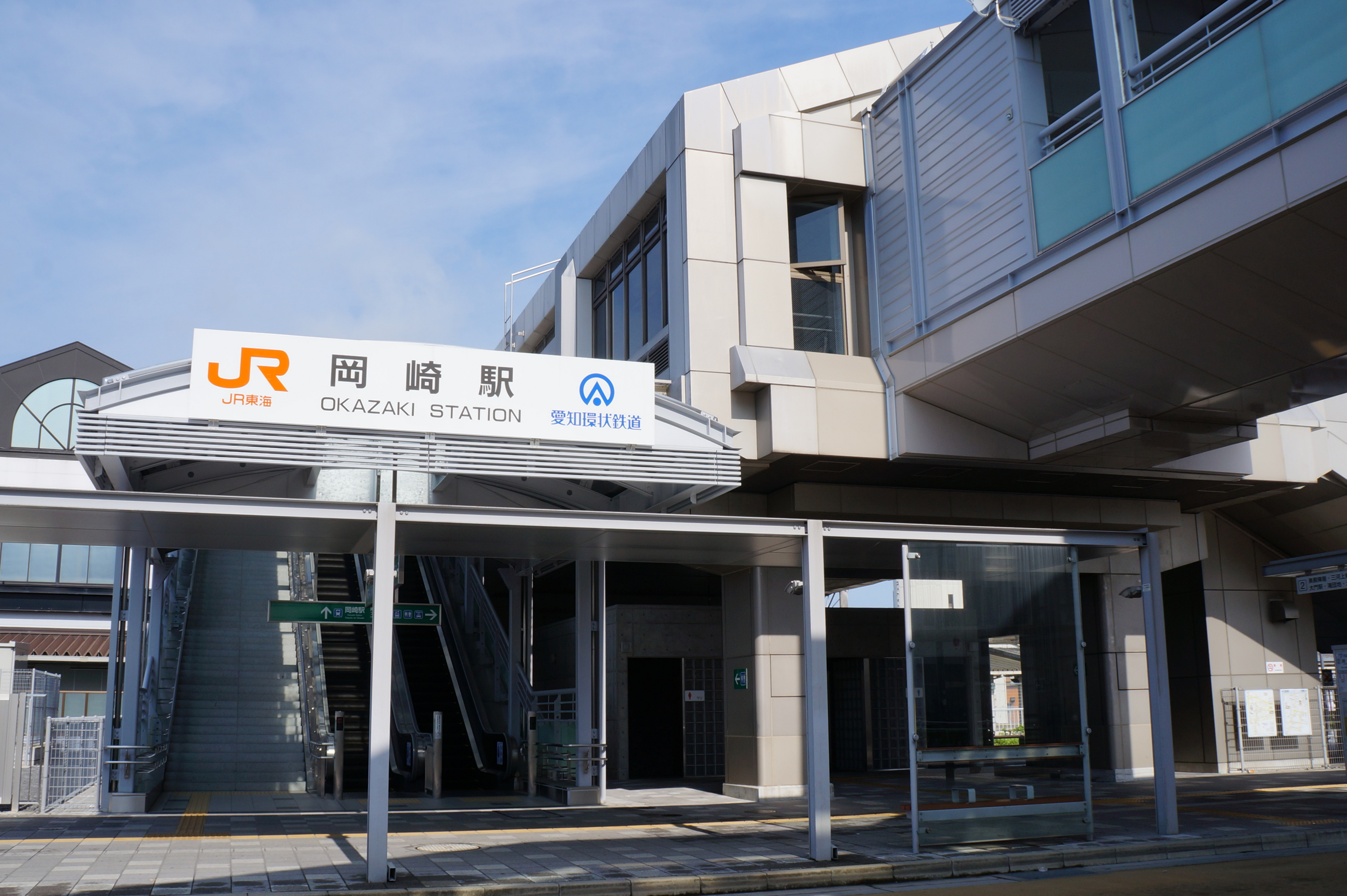
Osteingang
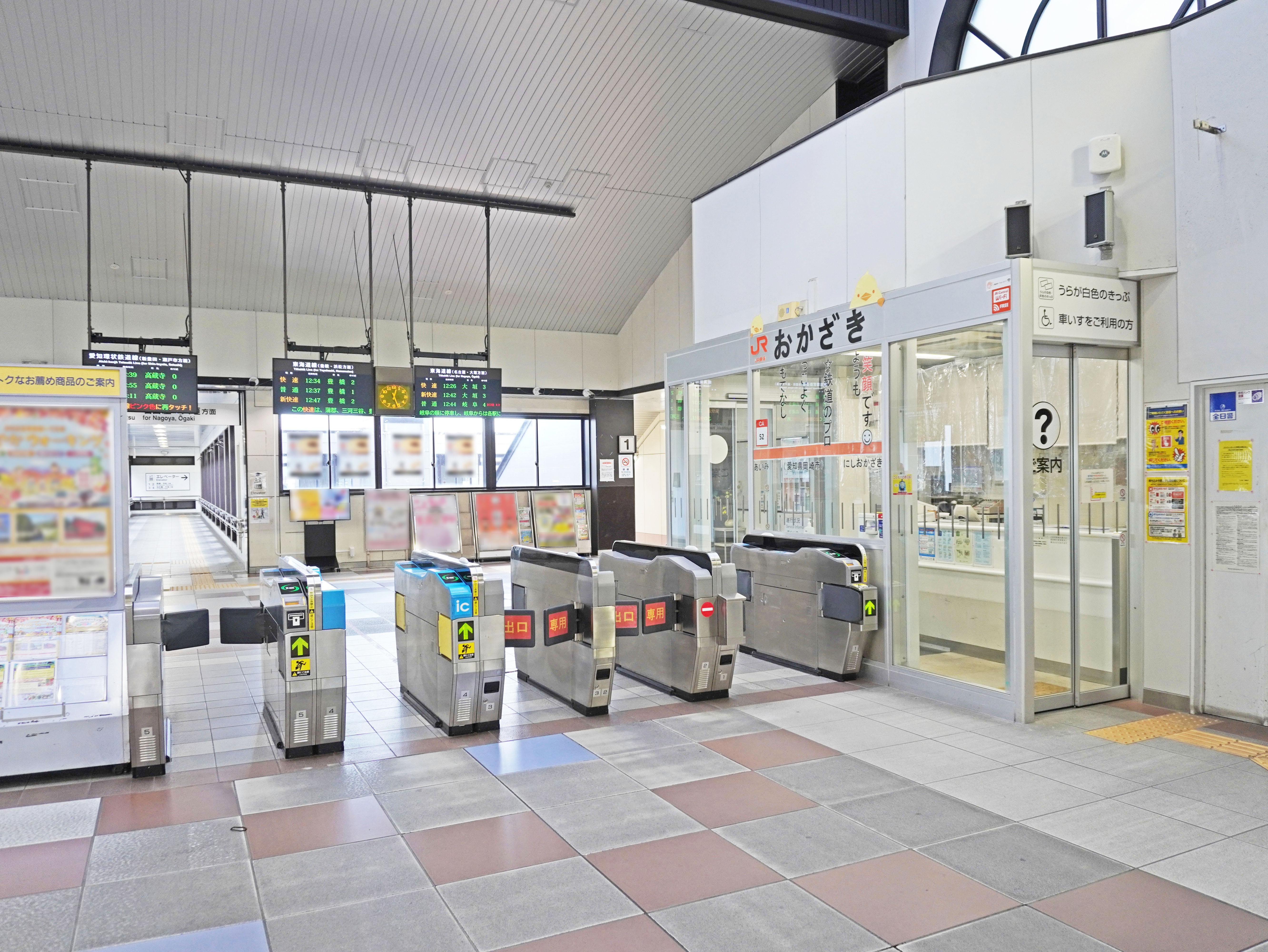
Bahnsteigsperren
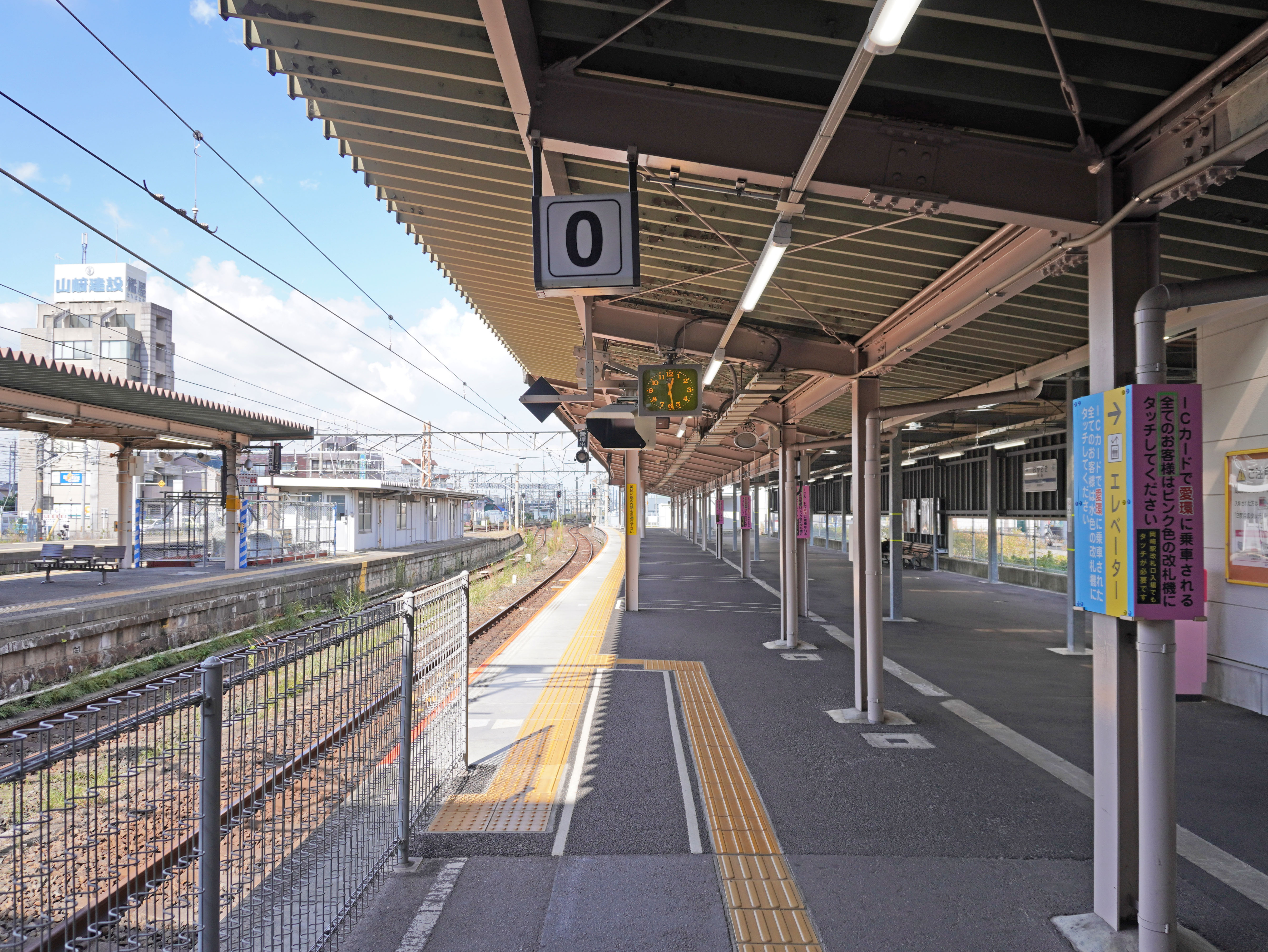
Seitenbahnsteig 0
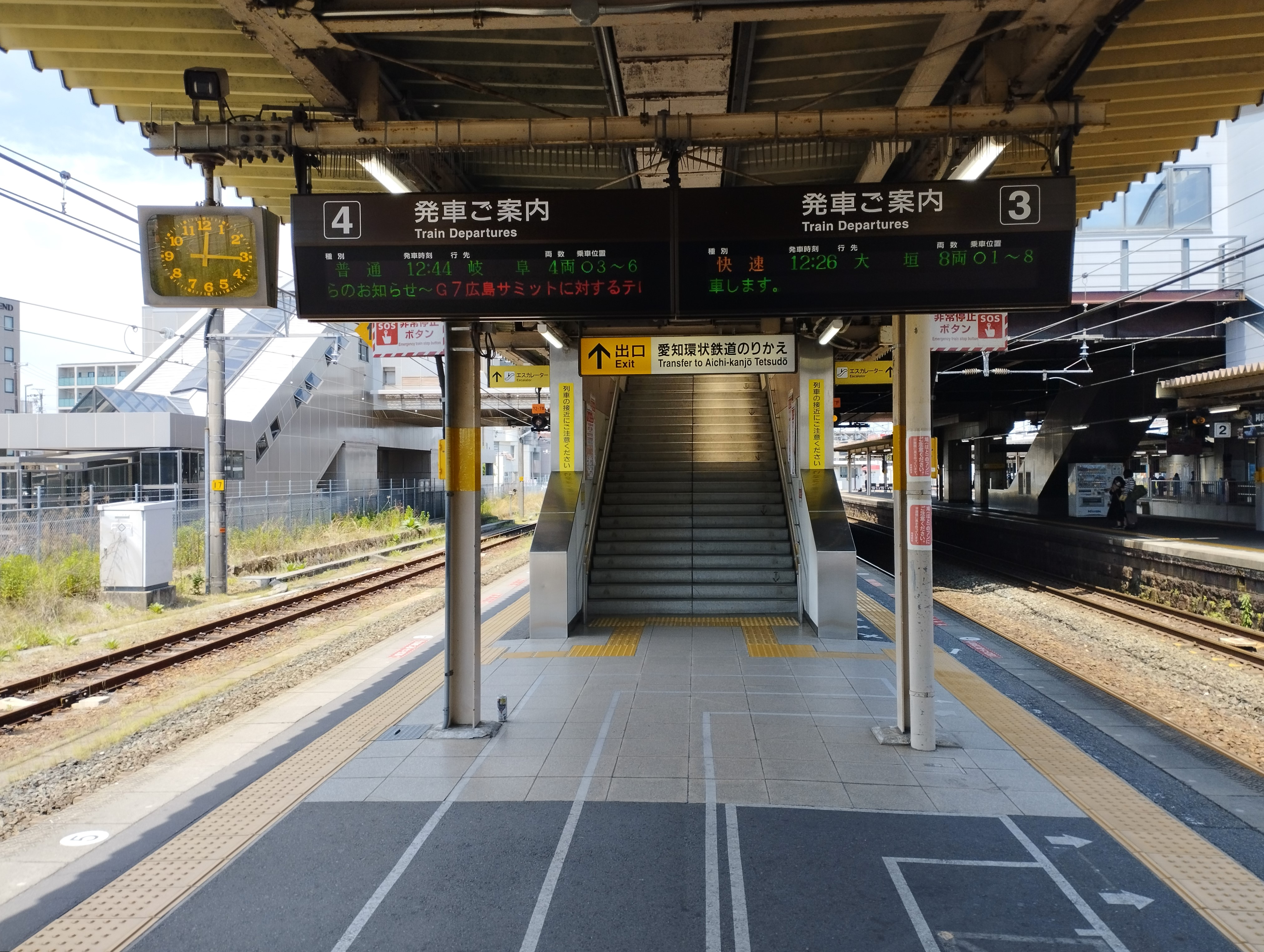
Mittelbahnsteig 3/4
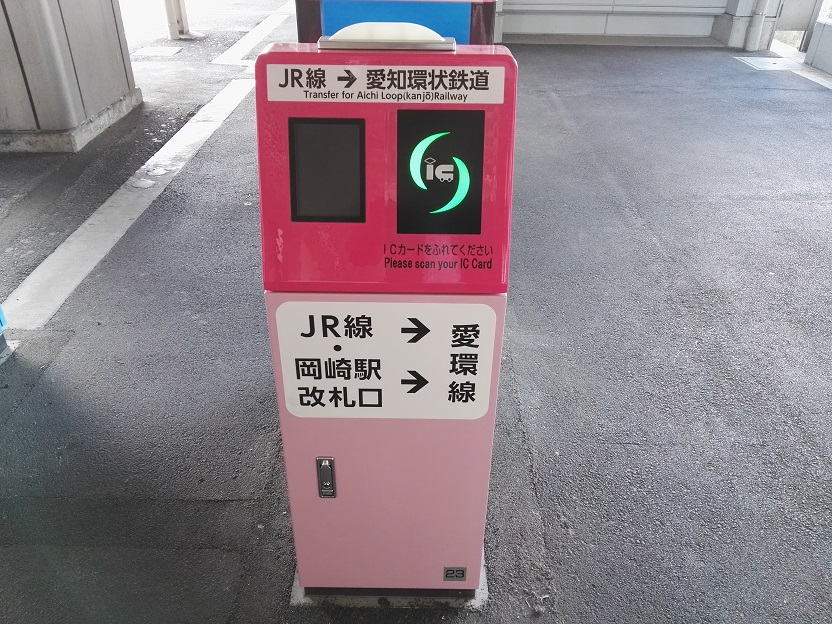
Transfer-Ticketschalter

## Gleise

Gleisplan Okazaki und Mutsuna

Aichi Kanjō Tetsudō:
| 0 | ▉ Aichi-Ringlinie | Naka-Okazaki • Shin-Toyota • Kōzōji |

JR Central:
| 1/2 | ▉ Tōkaidō-Hauptlinie | Toyohashi                          |
| 3/4 | ▉ Tōkaidō-Hauptlinie | Kanayama • Nagoya • Gifu • Maibara |

## Linien
| Verlauf der Tōkaidō-Hauptlinie (Toyohashi–Maibara) |
| --- |
| Toyohashi • Nishi-Kozakai • Aichi-Mito • Mikawa-Ōtsuka • Mikawa-Miya • Gamagōri • Mikawa-Shiotsu • Sangane • Kōda • Aimi • Okazaki • Nishi-Okazaki • Anjō • Mikawa-Anjō • Higashi-Kariya • Noda-Shinmachi • Kariya • Aizuma • Ōbu • Kyōwa • Minami-Ōdaka • Ōdaka • Kasadera • Atsuta • Kanayama • Otōbashi • Nagoya • Biwajima • Kiyosu • Inazawa • Owari-Ichinomiya • Kisogawa • Gifu • Nishi-Gifu • Hozumi • Ōgaki • Tarui • Sekigahara • Kashiwabara • Ōmi-Nagoka • Samegai • Maibara |

## Geschichte
Die staatliche Eisenbahn eröffnete den Bahnhof am 1. September 1888, zusammen mit dem Abschnitt Ōbu–Toyohashi–Hamamatsu der Tōkaidō-Hauptlinie. Der Bahnhof entstand beim damaligen Dorf Hanamura mehrere Kilometer südlich des eigentlichen Stadtzentrums. Die eher ungünstige Lage wird damit erklärt, dass der Boden in der Region sehr weich ist und es keine andere Möglichkeit gab, weiter westlich den Fluss Yahagi zu überbrücken, ohne einen zu großen Umweg zu machen. Ab 1. Januar 1899 war der Bahnhof durch eine Pferdebahn mit dem Stadtzentrum verbunden (1912 in die elektrische Straßenbahn Okazaki umgewandelt). Daran schloss sich ab dem 30. Oktober 1911 die ursprünglich straßenbahnähnlich gebaute Nishio-Linie nach Nishio an.
1923 eröffnete die Bahngesellschaft Meitetsu den zentrumsnahen Bahnhof Higashi-Okazaki an der elektrisch betriebenen Meitetsu Nagoya-Hauptlinie, wodurch der Bahnhof Okazaki vor allem im Nahverkehr in Richtung Nagoya stark an Bedeutung verlor. Um die Rationierungsmaßnahmen während des Zweiten Weltkriegs zu unterstützen, stufte die Regierung die Nishio-Linie als „nicht dringlich“ ein und ordnete am 16. September 1943 ihre Stilllegung an. Acht Jahre später reaktivierte die Meitetsu am 1. Dezember 1951 den Abschnitt zwischen dem Bahnhof Okazaki und Fukuokachō, um darauf die Straßenbahn verkehren zu lassen. Schließlich legte die Meitetsu die Straßenbahn am 17. Juni 1962 auf ihrer ganzen Länge still und ersetzte sie durch Buslinien. Zwischenzeitlich war im Jahr 1953 die Tōkaidō-Linie elektrifiziert worden.

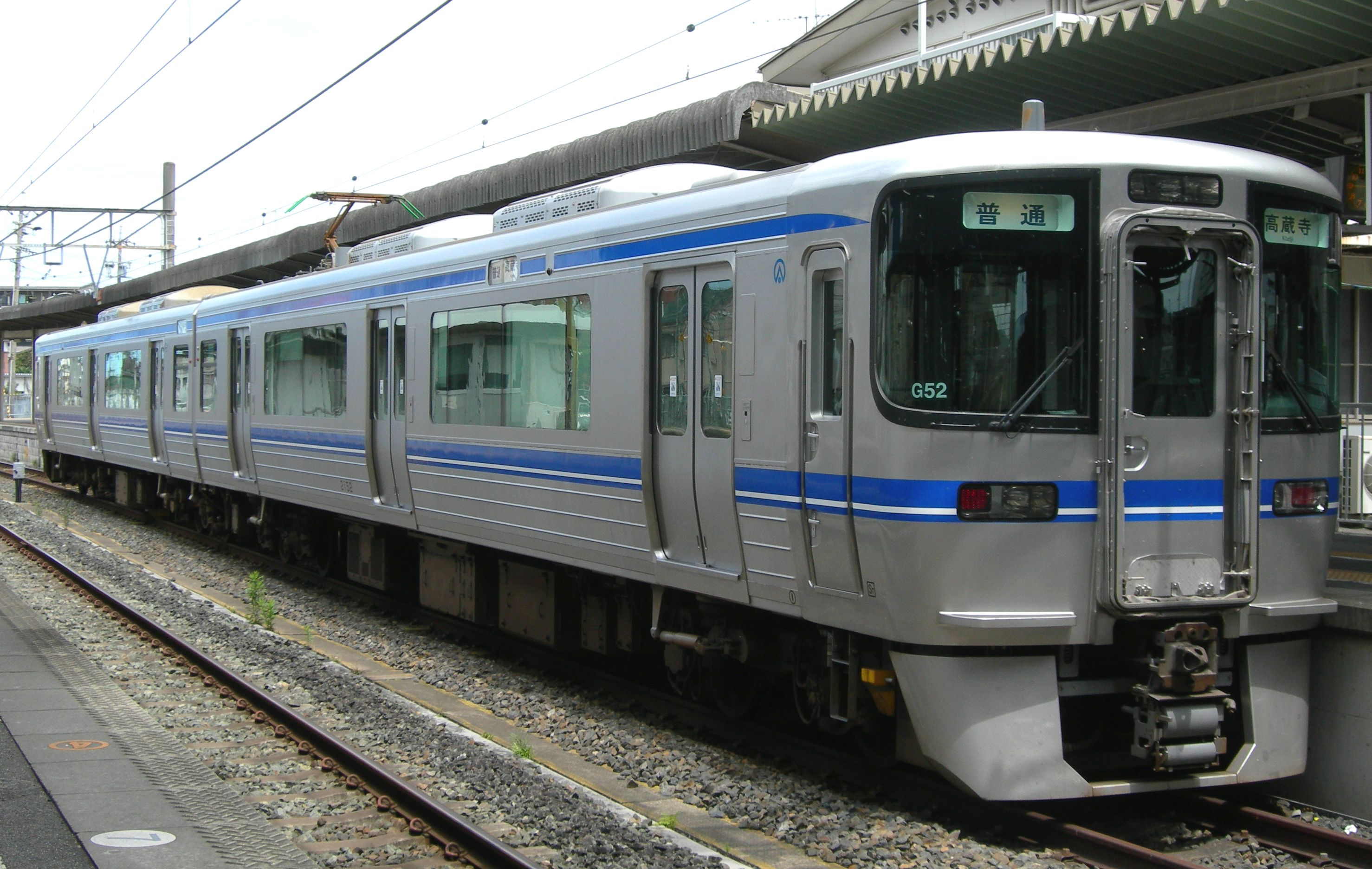
Triebwagen der Aichi Kanjō Tetsudō

In den 1960er Jahren plante die Japanische Staatsbahn die Anbindung der aufstrebende Stadt Toyota an ihr Streckennetz. Vorgesehen war der Bau einer halbringförmigen Strecke östlich an Nagoya vorbei. Der im Jahr 1969 genehmigte Ausführungsplan für die Okata-Linie bestimmte Okazaki als südliche Endstation. Am 1. Oktober 1970 eröffnete die Staatsbahn das Teilstück zwischen Okazaki und Kitano-Masuzuka, das zunächst ausschließlich dem Güterverkehr diente (insbesondere zu den Fabriken der Toyota Motor Corporation). Am 26. April 1976 folge die Aufnahme des Personenverkehrs. Aus Rationalisierungsgründen gab die Staatsbahn am 10. Januar 1984 den Güterumschlag auf und stellte am 1. November 1986 auch die Gepäckabfertigung ein.
Im Rahmen der Staatsbahnprivatisierung gelangte der Bahnhof am 1. April 1987 in den Besitz der neuen Bahngesellschaft JR Central. Am 31. Januar 1988 übernahm die Aichi Kanjō Tetsudō die Okata-Linie und benannte sie in Aichi-Ringlinie um. JR Central wiederum baute den Bahnhof wesentlich um und ersetzte das bisherige Empfangsgebäude an der Ostseite durch einen Reiterbahnhof, der am 28. Oktober 1990 in Betrieb ging; in diesem Zusammenhang wurden auch die Bahnsteige erhöht. Seit der Eröffnung der Aichi-Ringlinie verkehrten deren Züge über einen Kilometer weit im Gegenverkehr auf dem südwärts führenden Gleis der Tōkaidō-Hauptlinie. Um diesen Flaschenhals zu beseitigen, einigten sich beide Bahngesellschaften im Jahr 2001 auf den Bau eines weiteren, parallel verlaufenden Gleises bis zum benachbarten Bahnhof Mutsumu. Dieses ging am 15. November 2004 in Betrieb.